# پلسید لیکس، فلوریدا
پلسید لیکس (به انگلیسی: Placid Lakes) یک منطقهٔ مسکونی در ایالات متحده آمریکا است که در فلوریدا واقع شده‌است. پلسید لیکس ۳٬۰۵۴ نفر جمعیت دارد و ۳۹٫۰۱ متر بالاتر از سطح دریا قرار دارد.